# 교황 레오 6세
교황 레오 6세(라틴어: Leo PP. VI, 이탈리아어: Papa Leone VI)는 제123대 교황(재위: 928년 6월 ~ 928년 12월)이다. 그는 일명 암흑 시대라 불리는 시기에 즉위한 교황 가운데 한 명이다.

## 약력
레오 6세는 로마 출신으로 876년 요한 8세 때 프리미케리우스를 지낸 크리스토포로의 아들이다. 전승에 의하면 그는 상귀니 가문의 일원이라고 한다. 교황으로 선출되기 바로 전에는 산타 수산나 성당의 사제급 추기경을 지냈다.
레오 6세는 928년 암흑 시대라고 불리던 시기에 교황으로 선출되었다. 그는 사실상 마로치아에 의해 교황으로 선출되어 즉위했는데, 그녀는 남편 토스카나 후작 기와 더불어 로마에 대한 지배력을 획득한 후 레오 6세의 전임자인 요한 10세를 감금해 죽게 만들었다.
짧은 재임기간 동안 레오 6세는 스플리트 시노드의 교령을 확인했다. 그는 자신의 전임자가 시작했던 달마티아 교회에 대한 조사를 끝마치고, 살로나의 대주교 요한에게 팔리움을 수여했다. 아룰러 달마티카의 모든 주교에게 앞으로는 요한 대주교에게 순명할 것을 지시했다. 또한 그는 노나의 주교와 다른 주교들에게 그들의 사목 권한을 자신들의 교구 내로 한정할 것을 지시했다. 레오 6세는 혼인을 앞둔 남자를 거세하는 범죄 행위를 금지하는 교령을 내렸다. 또한 그는 당시 로마를 위협하고 있었던 아랍의 침략자들에 대항하여 도움을 줄 것을 호소하며 다음과 같이 말했다. “누구든지 이 싸움에서 신앙을 지키다가 죽은 사람은 그가 누구든지간에 천국으로 들어가는 것이 거부되지는 않을 것이다.”
프랑스의 연대기 작가 플로도아르트는 레오 6세에 대해 다음과 같이 말했다.
“베드로의 덕행을 지녔던 레오 6세는 즉위한 지 7개월 5일 만에 감금되어 선종하였다. 그리고 전임자들과 같이 예언자의 무리에 합류했다.” 
레오 6세는 929년 2월 선종했으며, 그의 시신은 성 베드로 대성전에 매장되었다.